# Никольско-Слободская улица
Никольско-Слободская улица (укр. Микільсько-Слобідська вулиця) — улица в Днепровском районе города Киева. Пролегает от улицы Митрополита Андрея Шептицкого до улицы Комбинатная, исторически сложившаяся местности (районы) Никольская слободка и Левобережный жилой массив.
Примыкает улица Андрея Аболмасова.

## История
Новая улица (ранее Проектная) возникла в конце 1970-х годов на новом жилмассиве Левобережный.
28 февраля 1978 года Новая улица (от Луначарского до Набережной Левобережной) на жилмассиве Левобережный переименована на Никольско-Слободская улица — в честь исторически сложившаяся местности Никольская слободка, где пролегает, согласно Решению исполнительного комитета Киевского городского совета депутатов трудящихся № 296 «Про наименование новых улиц на жилом массиве Левобережный и упорядочивание наименований улиц г. Киева» («Про найменування нових вулиць на житловому масиві „Лівобережний“ та впорядкування найменування вулиць м. Києва»).

## Застройка
Улица пролегает в юго-западном направлении параллельно Броварскому проспекту — к Русановской протоке Днепра, затем перпендикулярно началу улицы пролегает в северо-западном направлении параллельно улице Митрополита Андрея Шептицкого — вдоль Русановской протоки Днепра.
Парная сторона улицы занята многоэтажной жилой застройкой и учреждениями обслуживания. Непарная сторона начала улицы занята нежилой застройкой (торговый центр, МВЦ), далее — без застройки.
Учреждения:
1. дом № 2А — детсад
2. дом № 5 — Собор Воскресения Христова